# Ван Нироп, Ахасверус Самуэль
Ахасверус Самуэль ван Нироп (нидерл. Ahasverus Samuel van Nierop, также Ассер ван Нироп, нидерл. Asser van Nierop; 24 января 1813, Хорн (Нидерланды) — 15 мая 1878, Амстердам) — нидерландский политик и общественный деятель еврейского происхождения. Отец Ф. С. ван Ниропа.
Практиковал как адвокат. Был депутатом Палаты представителей парламента Нидерландов в 1849—1850, 1852—1853 и 1864—1866 гг., входил в круг депутатов, группировавшихся вокруг Йохана Рудольфа Торбеке. В 1870 г. был избран в муниципальный совет Амстердама, в 1875 г. — в совет провинции Северная Голландия, в составе обоих органов работал до конца жизни. В разные годы возглавлял постоянную комиссию по делам нидерландских евреев.
Автор ряда юридических работ, посвящённых преимущественно торговому праву, и публицистических статей по еврейскому вопросу, главным образом в ежегоднике Jaarboeken voor de Israëlieten in Nederland, подписанных буквой N.